# Федели, Валерия
Валерия Федели (итал. Valeria Fedeli; род. 29 июля 1949, Тревильо) — итальянская профсоюзная активистка и политик, министр образования, университетов и научных исследований Италии (2016—2018).

## Биография

### Ранние годы
В 1971 году окончила Школу социальных помощников (Scuola di Assistenti Sociali, UNSAS) в Турине, но её свидетельство о среднем специальном образовании было юридически признано только в 1987 году, а курс высшего образования в этой школе был введён только в конце 1990-х, а до реформы системы образования, осуществлённой Луиджи Берлингуэром и вступившей в силу в 1997 году, трёхлетних курсов высшего образования вовсе не существовало.

### Профсоюзная карьера
В конце 1970-х годов начала работу в структурах Всеобщей итальянской конфедерации труда в Милане, в начале 80-х переехала в Рим и работала в секретариатах профсоюза государственных служащих и профсоюза рабочих-текстильщиков. С 2000 по 2010 год являлась генеральным секретарём профсоюза текстильщиков, сотрудничая с министром экономического развития Берсани в определении основных направлений развития итальянской промышленности. В 2012 году оставила ВИКТ, став заместителем национального секретаря Федерации защиты потребителей (Federconsumatori), вступила в Демократическую партию немедленно по её образовании.
В 2006 году деловое издание «The Wall Street Journal» назвало её «женщиной, изменяющий традиционное мышление профсоюзов в эпоху конкурентной борьбы с дальневосточными экономиками». Вошла в число учредителей феминистской организации Se non ora quando? (Если не сейчас, то когда?).

### Политическая карьера

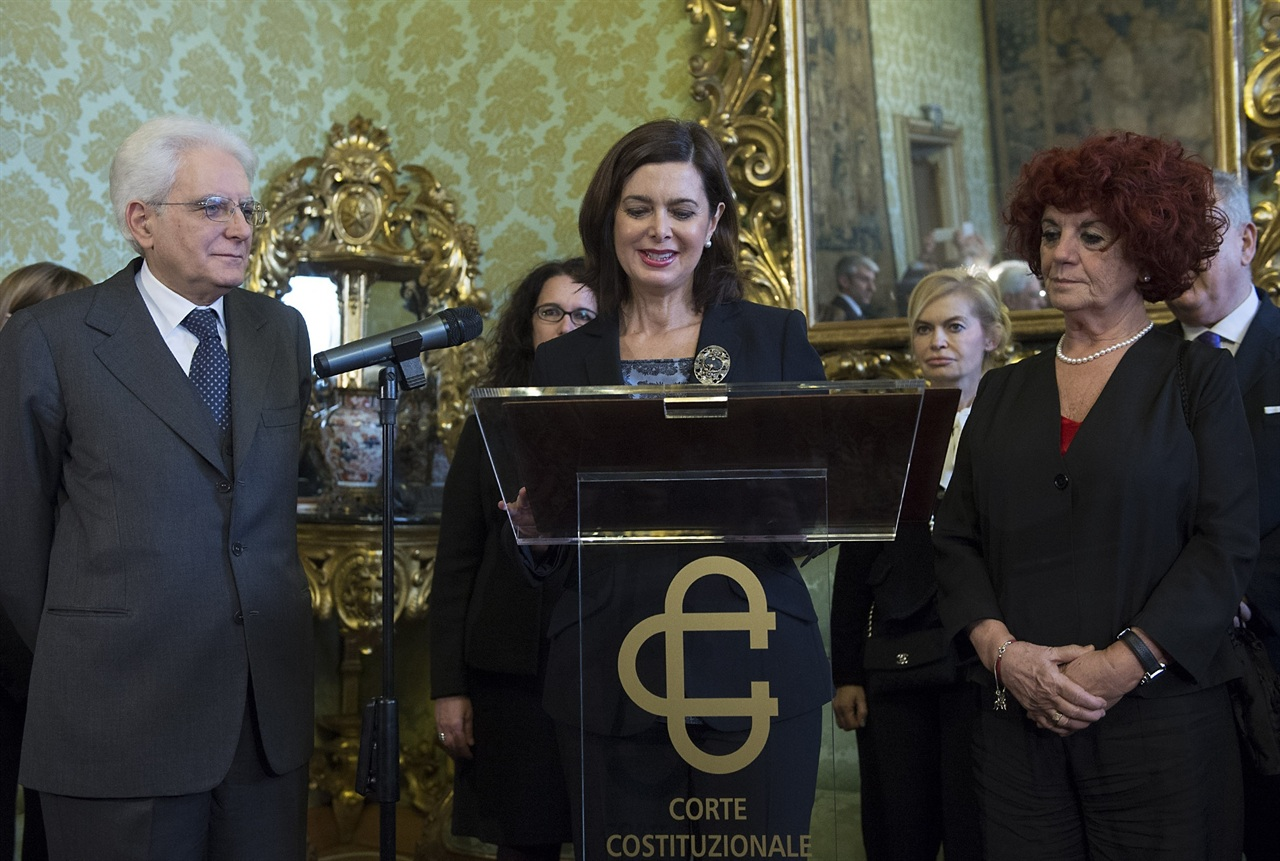
Избранный президент Маттарелла, председатель Палаты депутатов Лаура Больдрини и Валерия Федели на официальном объявлении итогов президентских выборов 31 января 2015 года.

В феврале 2013 года избрана в Сенат Италии, 21 марта того же года — первым заместителем председателя Сената. В январе 2015 года, после отставки президента Джорджо Наполитано, председатель Сената Пьетро Грассо на основании 86-й статьи Конституции Италии стал временно исполняющим обязанности президента Италии, а Федели, в свою очередь, исполняла обязанности председателя Сената, в том числе во время церемонии вступления в должность нового президента Серджо Маттарелла.
12 декабря 2016 года вступила в должность министра образования, университетов и научных исследований в правительстве Джентилони, сменив Стефанию Джаннини.
14 декабря 2016 года, уже вступив в должность министра университетов, удалила из своего curriculum vitae сведения о высшем образовании.
По утверждению сайта Dagospia, Джентилони рассматривал в качестве преемника Джаннини кандидатуру Марко Росси-Дориа, автора нескольких книг с опытом работы в данном министерстве, но изменил решение под давлением Маттео Ренци и Марии Элены Боски, настроенных против этой кандидатуры, поскольку Росси-Дориа политически связан с Энрико Летта и Иньяцио Марино.
4 марта 2018 года получила 32 % голосов на очередных парламентских выборах в одномандатном избирательном округе Пизы, но этого ей не хватило для победы (была избрана в Сенат по списку Демократической партии в 1-м избирательном округе Кампании, опередив по количеству голосов лидера региональной партийной организации Стефано Грациано).

## Личная жизнь
Валерия Федели замужем за Акилле Пассони (сенатор от Демократической партии с 2008 по 2013 год).
По итогам 2016 года оказалась самым богатым политиком Италии, задекларировав доход в объёме 180 921 евро.